# Van Hool Cityliner
Le Van Hool Cityliner est autobus carrossé par Van Hool sur divers châssis. Il représente une version européenne du Twin Coach (en) américain baptisés Twin Coach car il s'agissait généralement d'autobus à deux moteurs diesel.

## Caractéristiques

### Châssis
- Brossel A93 DAR
- Brossel A98 DAR
- Daimler Freeline D650HS
- Van Hool Fiat 682

## Production
| Illustration | Réseau - Compagnie                  | Châssis                 | Nombre | Numéros   | Livraison |
| ------------ | ----------------------------------- | ----------------------- | ------ | --------- | --------- |
|              | Service d'autobus de la SNCB - SNCB | Brossel A93 DAR         | 16     | 8051-8066 | 1954      |
|              | Arthur Linglez                      | Brossel A98 DAR         | 1      |           |           |
|              | Autobus Piot                        | Daimler Freeline D650HS | 2      |           |           |
|              | Pullman Bus                         | Van Hool Fiat 682       | 2      |           | 1957      |